# Lygesis mendica
Lygesis mendica är en skalbaggsart som beskrevs av Francis Polkinghorne Pascoe 1875. Lygesis mendica ingår i släktet Lygesis och familjen långhorningar. Inga underarter finns listade i Catalogue of Life.